# Chukkat

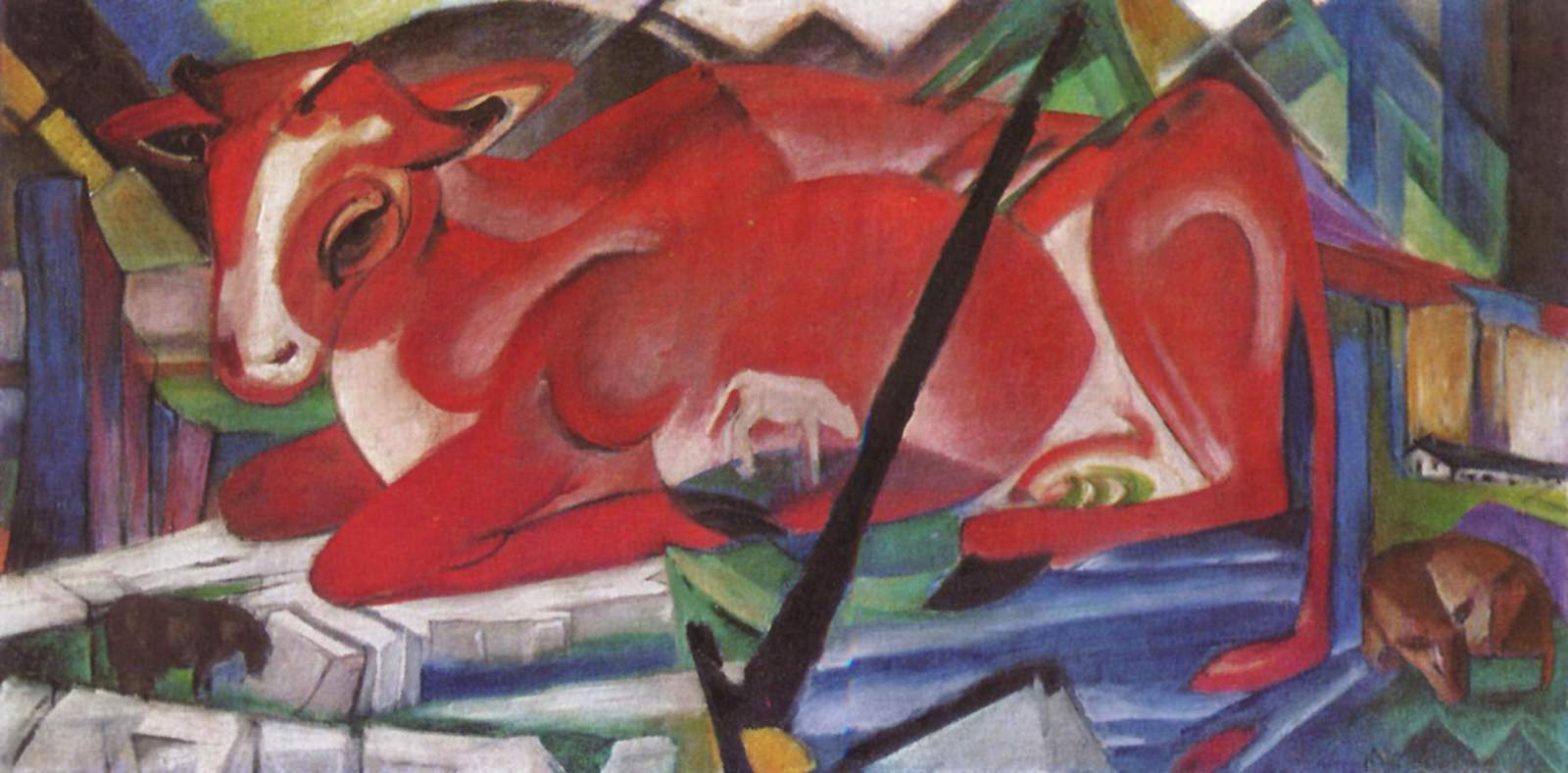
Die Weltenkuh, 1913, (Bild von Franz Marc)

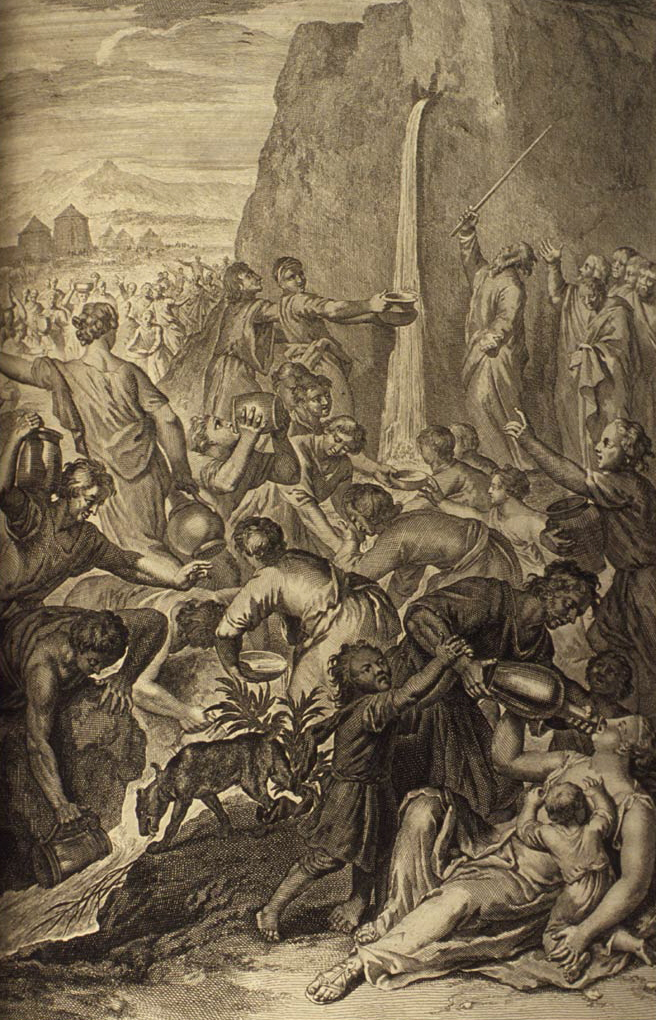
Mose schlägt Wasser aus einem Felsen (Illustration, 1728)

Chukkat (Biblisches Hebräisch חֻקַּת ‚Satzung‘) bezeichnet einen Leseabschnitt (Parascha oder Sidra genannt) der Tora und umfasst den Text Numeri/Bemidbar 19–22,1 (19 ; 20 ; 21 ; 22,1 ).
Es handelt sich um die Sidra des 5. Schabbats im Monat Siwan oder des 1. oder 2. Schabbats im Monat Tammus – falls mit Balak verbunden, des 2. Schabbats im Monat Tammus.

## Wesentlicher Inhalt
- JHWH befiehlt Mose und Aaron, wie der Priester Eleasar eine rote Kuh (Para adumma) rituell opfern soll, gibt Regeln für das Reinigungswasser und weitere Regeln für Unreinheit.
- Murren Israels wegen Wassermangels.
- Mose schlägt Wasser aus einem Felsen.
- Moses und Aarons Versündigung.
- Edoms König verweigert die Erlaubnis zum Durchzug durch sein Land.
- Einsetzung von Aarons Sohn Eleasar zu dessen Nachfolger durch Anlegung der Priesterkleider.
- Mirjam und Aaron sterben.
- Siegreicher Kampf mit den Kanaanitern.
- Murren Israels über Mangel an Brot und Wasser.
- Großes Sterben durch den Biss giftiger Schlangen.
- Mose erhebt eine kupferne Schlange, deren Anblick von Schlangenbissen heilt.
- Züge Israels bis an den Arnon.
- Der Amoriterkönig Sichon, der den Durchzug durch sein Land nicht gestattet, wird besiegt; ebenso der feindlich entgegenziehende Og, König von Baschan, deren Länder Israel in Besitz nimmt.

## Haftara
Die zugehörige Haftara ist im Regelfall Richter 11,1–33 .
Wenn Chukkat mit Balak zu einem Doppelabschnitt kombiniert wird,
so ist die Haftara die Haftara von Balak.
Warum ist das so? Wenn es zu einem Doppelabschnitt kommt, wird bis auf eine einzige Ausnahme die Haftara des zweiten Toraabschnitts genommen:
Jiftach kämpft gegen die Ammoniter und verspricht JHWH die Opferung seiner Tochter im Falle eines Sieges. Jiftach siegt schließlich und hält sein Versprechen.